# Maluridae
Los malúridos (Maluridae) son una familia de aves que incluye cinco géneros y a casi una treintena de especies de pequeños pájaros insectívoros de Australia y Nueva Guinea.

## Géneros
- Malurus (13 especies)
- Sipodotus (1 especie)
- Clytomyias (1 especie)
- Stipiturus (3 especies)
- Amytornis (10 especies)